# Rewolucje (komiks)
Rewolucje – polska seria komiksowa autorstwa Mateusza Skutnika, ukazująca się od 2004 do 2018. Współscenarzystą tomów 6. i 7. jest Jerzy Szyłak. Seria wydawana była przez Egmont Polska (tomy 1-4) i Timof i cisi wspólnicy (od tomu 5.).

## Charakterystyka i fabuła
Każdy album Rewolucji przedstawia kilka luźno związanych ze sobą historii, których bohaterami są postacie o ludzkich charakterach i wyglądzie przypominającym nieco E.T. Narracja ma oniryczną, nieco humorystyczną atmosferę. Utrzymana jest na granicy fantasy, opowieści historycznej i przygodowej. Pojawiają się w niej odkrywcy, naukowcy i bandyci, tajemnicze wynalazki i miasteczka przypominające wyglądem niemieckie kurorty z początku XX wieku, np. Sopot. Specyficzną cechą Rewolucji jest pastelowa kolorystyka ilustracji i cienki kontur, przypominający szkic.

## Tomy
1. Parabola (2004)
2. Elipsa (2004)
3. Monochrom (2005)
4. Syntagma (2006)
5. Dwa dni (2010)
6. Na morzu (2011)
7. We mgle (2012)
8. W kosmosie (2013)
9. Pod śniegiem (2015)
10. Pełna automatyzacja (2016)
11. Apokryfy (2018)

## Adaptacja filmowa
Na podstawie trzeciego tomu serii, zatytułowanego Monochrom, Tomasz Bagiński zrealizował krótkometrażowy film animowany Kinematograf. Jego premierze w czerwcu 2009 roku towarzyszył duży rozgłos i przychylne reakcje krytyków (obraz został m.in. zakwalifikowany do konkursu na 66. Międzynarodowym Festiwalu Filmowym w Wenecji).